# Johnny Boyd
Johnny Boyd, ameriški dirkač Formule 1, * 19. avgust 1926, Fresno, Kalifornija, ZDA, † 27. oktober 2003, Fresno, Kalifornija, ZDA.

## Življenjepis
Boyd je pokojni ameriški dirkač, ki je med letoma 1955 in 1966 sodeloval na ameriški dirki Indianapolis 500, ki je med letoma 1950 in 1960 štela tudi za prvenstvo Formule 1. Najboljši rezultat je dosegel na dirki leta 1958, ko je zasedel tretje mesto. Umrl je leta 2003.